# Henry Iba
Henry Payne Iba, genannt „Hank“ (* 6. August 1904 in Easton, Missouri; † 15. Januar 1993 in Stillwater, Oklahoma), war ein US-amerikanischer Basketballtrainer. Bekannt ist er durch seine Zeit als Trainer der Oklahoma State University (1934–1970), die er 1945 und 1946 zu NCAA-Meisterschaften führte. Er war der erste Trainer, dem die Titelverteidigung gelang. Ebenso ist Iba durch seinen Einsatz als Trainer der US-Olympiateams bei den Spielen 1964 in Tokio, 1968 in Mexiko-Stadt und 1972 in München bekannt, bei denen er als einziger Trainer zwei Gold-Medaillen (1964, 1968) gewann. Ibas Gesamtbilanz als College-Trainer umfasst 767 Siege bei 338 Niederlagen. Als er 1970 zurücktrat, war er der zweitsiegreichste Trainer im College-Basketball (hinter Phog Allen). Am 13. April 1969 wurde Iba in die Naismith Memorial Basketball Hall of Fame aufgenommen.
2006 und 2007 wurde er zudem mit den Einstandsklassen in die National Collegiate Basketball Hall of Fame und die FIBA Hall of Fame aufgenommen.